# Bartolomeo delle Cisterne
Bartolomeo Costa Sbardilini, più noto come Bartolomeo delle Cisterne (Capodistria, 1400 circa – Trieste, 1480), è stato un architetto italiano specializzato in opere di ingegneria idraulica (da cui il soprannome).

## Biografia
Fu genero di Giovanni da Udine.
Progettò la ricostruzione del Duomo di Cividale del Friuli, che era stato distrutto dal terremoto del 1448, il battistero e il campanile del Duomo di Udine. Diresse i lavori di costruzione della Loggia del Lionello in Udine.